# Robert Hunter (Gouverneur)
Robert Hunter (* 1666 in Edinburgh, Schottland; † 31. März 1734 Jamaika) war Anfang des 18. Jahrhunderts englischer Gouverneur der Provinz New York, der Provinz New Jersey, und von Jamaika.

## Leben
Robert Hunter absolvierte zunächst eine Lehre zum Apotheker, die er bald aufgab. Seine militärische Laufbahn begann im Jahr 1688 als eine neue Garde aufgestellt wurde, die dem Schutz der damaligen Prinzessin und späteren Königin Anne diente. In den folgenden Jahren diente er in verschiedenen anderen militärischen Einheiten und stieg im Lauf der Zeit bis zum Major-General auf. Dabei nahm er an den damaligen europäischen Kriegen teil. Unter anderem kämpfte er im Jahr 1704 in der Schlacht von  Blenheim. Nebenbei betätigte er sich als Dichter und Amateurwissenschaftler. Im Jahr 1706 heiratete er Elizabeth Orby, die reiche Witwe von Lord John Hay, einem früheren Vorgesetzten.
Im Jahr 1707 wurde Robert Hunter zum Vizegouverneur der Kolonie Virginia ernannt. Dieses Amt konnte er allerdings nicht ausüben, weil er auf der Reise in diese amerikanische Kolonie von einem Korsaren gefangen genommen wurde und nach Frankreich gebracht wurde. Dort blieb er bis 1709 in Ehrenhaft, ehe er gegen den Bischof von Quebec ausgetauscht wurde. Im Jahr 1710 erfolgte seine Ernennung zum Gouverneur der Provinzen New York und New Jersey. Dieses Amt bekleidete er zwischen 1710 und 1719. Noch vor seiner Überfahrt hatte er sich erfolgreich dafür eingesetzt, dass etwa 3,000 Flüchtlinge und Siedler aus der Pfalz nach Amerika kommen und sich in den dortigen Kolonien niederlassen konnten. Diese kamen in einem Schiffskonvoi gleichzeitig mit ihm in der Neuen Welt an. Die meisten von ihnen wurden in den Wäldern der Provinz New York als Arbeiter eingesetzt, wo sie Holzteer für die britische Marine herstellten. Im Jahr 1719 wurde Hunter von seinen beiden Posten als Kolonialgouverneur (New York und New Jersey) abberufen. Kommissarischer Übergangsgouverneur wurde Pieter Schuyler, der dieses Amt bereits in den Jahren 1708 und 1709 ausgeübt hatte. In den folgenden Jahren arbeitete Hunter bei der britischen Zollverwaltung (Comptroller of Customs). Anschließend war er von 1727 bis zu seinem Tod am 31. März 1734 Gouverneur von Jamaika.